# 무지개 대한민국
무지개 대한민국은 이승빈 (음악가)의 첫번째 싱글이다.

## 보도 자료
- 21살 청년, 화합의 노래 '무지개 대한민국' 앨범 발매, 전남인터넷신문, 2021년 5월 20일